# Новоивановка (Красногвардейский район)
Новоива́новка (укр. Новоіванівка, крымскотат. Novoivanovka, Новоивановка) — село в Красногвардейском районе Республики Крым, входит в состав Амурского сельского поселения (согласно административно-территориальному делению Украины — Амурского сельского совета Автономной Республики Крым).

## Население
| 2001 | 2014 |
| ---- | ---- |
| 133  | ↗141 |

Всеукраинская перепись 2001 года показала следующее распределение по носителям языка
| Язык             | Процент |
| ---------------- | ------- |
| русский          | 57.89   |
| крымскотатарский | 30.08   |
| украинский       | 9.77    |
| немецкий         | 2.26    |

### Динамика численности
- 1915 год — 0/121 чел.[10][11]
- 1926 год — 249 чел.[12]
- 1989 год — 224 чел.[13]
- 2001 год — 133 чел.[14]
- 2009 год — 111 чел.[15]
- 2014 год — 141 чел.[16]
- 2021 год — 78 чел.

## Современное состояние
На 2017 год в Новоивановке числится 1 улица — Аэродромная; на 2009 год, по данным сельсовета, село занимало площадь 19 гектаров на которой, в 34 дворах, проживало 111 человек.

## География
Новоивановка — небольшое село из одной улицы на юго-западе района, в степном Крыму, высота центра села над уровнем моря — 81 м. Фактически — северо-западная окраина пгт Октябрьское, там же ближайшая железнодорожная станция Элеваторная, расстояние до райцентра — около 29 километров (по шоссе). Транспортное сообщение осуществляется по региональной автодороге 35Н-222 от шоссе 35Н-171 Джанкой — Гвардейское (по украинской классификации — С-0-10610).

## История
Впервые в доступных источниках встречается в Статистическом справочнике Таврической губернии 1915 года, согласно которому в деревне Ново-Ивановка Бютеньской волости Перекопского уезда числился 21 двор (20 дворов с землёй, 1 — безземельный) с русским населением в количестве 121 человек «посторонних» жителей, из которых 67 мужчин и 54 женщины. Жители владели 925 десятинами удобной земли. В хозяйствах имелось 102 лошади, 20 волов, 44 коровы и 89 голов мелкого скота.
После установления в Крыму Советской власти и учреждения 18 октября 1921 года Крымской АССР, в составе Симферопольского уезда был образован Биюк-Онларский район, в состав которого включили село. В 1922 году уезды получили название округов. 11 октября 1923 года, согласно постановлению ВЦИК, в административное деление Крымской АССР были внесены изменения, в результате которых был ликвидирован Биюк-Онларский район и село включили в состав Симферопольского. Согласно Списку населённых пунктов Крымской АССР по Всесоюзной переписи 17 декабря 1926 года, в селе Ново-Ивановка, Биюк-Онларского сельсовета Симферопольского района, числилось 34 двора, из них 33 крестьянских, население составляло 173 человека, из них 53 русских, 118 украинцев, 2 записаны в графе «прочие», действовала русская школа. Постановлением КрымЦИКа от 15 сентября 1930 года был вновь создан Биюк-Онларский район, теперь как национальный (лишённый статуса национального постановлением Оргбюро ЦК КПСС от 20 февраля 1939 года) немецкий и село включили в его состав.
После освобождения Крыма от фашистов в апреле, 12 августа 1944 года было принято постановление № ГОКО-6372с «О переселении колхозников в районы Крыма» и в сентябре 1944 года в район приехали первые новоселы (57 семей) из Винницкой и Киевской областей, а в начале 1950-х годов последовала вторая волна переселенцев из различных областей Украины. С 25 июня 1946 года Ново-Ивановка в составе Крымской области РСФСР, а 26 апреля 1954 года Крымская область была передана из состава РСФСР в состав УССР. Время включения в Амурский сельсовет пока не установлено: на 15 июня 1960 года село уже числилось в его составе. Указом Президиума Верховного Совета УССР «Об укрупнении сельских районов Крымской области», от 30 декабря 1962 года, Октябрьский район был упразднён и Новоивановку присоединили к Красногвардейскому. По данным переписи 1989 года в селе проживало 224 человека. С 12 февраля 1991 года село в восстановленной Крымской АССР, 26 февраля 1992 года переименованной в Автономную Республику Крым. С 21 марта 2014 года в составе Крыма аннексирована Россией.